# Внутренний геноцид
Внутренний геноцид — действия, направленные на умышленное уничтожение граждан какой-либо страны, совершаемые их собственным правительством либо другими соотечественниками.
В англоязычной литературе применяется термин автогеноци́д, который образован от слова геноцид путём добавления греческого возвратного местоимения авто (греч. αὐτο), что буквально значит геноцид против самих себя. Данный термин был введен в употребление во второй половине 1970-х гг. для характеристики геноцида в Камбодже, осуществленного коммунистическим режимом «красных кхмеров» в 1975—1979 гг. Именно направленность на граждан собственной страны (либо на свой народ) отличает автогеноцид (например, армян или ассирийцев) от «внешнего» геноцида, направленного на жителей оккупированных территорий (например, евреев и славян на захваченных Германией в ходе Второй мировой войны территориях).